# Blepharosis griseirufa
Blepharosis griseirufa là một loài bướm đêm trong họ Noctuidae.